# Agnes Ayres

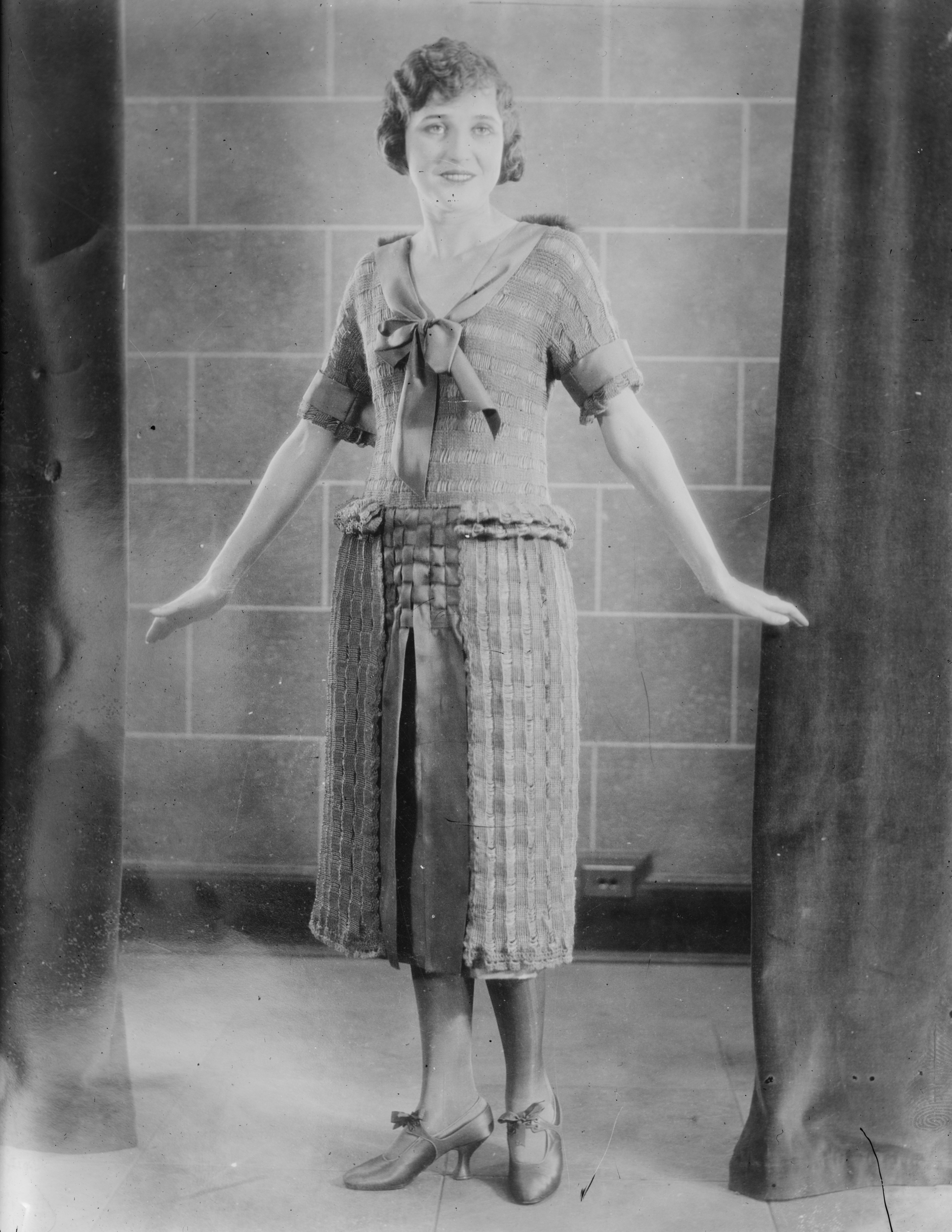
Agnes Ayres

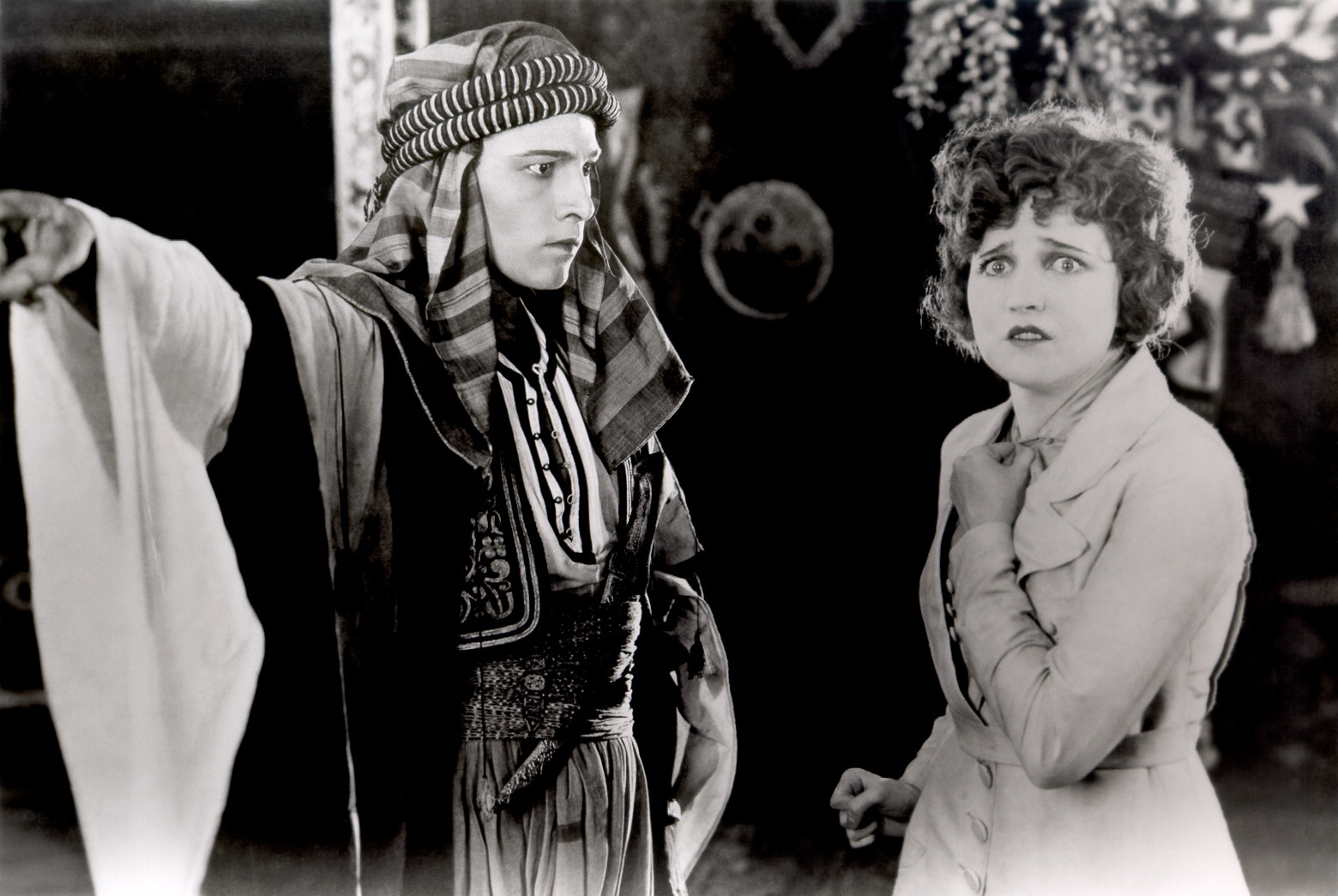
Valentino und Ayres in einer gemeinsamen Szene im Film Der Scheich, 1921.

Agnes Ayres eigentlich Agnes Hinkle, (* 4. April 1898 in Carbondale, Illinois, USA; † 25. Dezember 1940 in Los Angeles, USA) war eine populäre US-amerikanische Schauspielerin der Stummfilmzeit.

## Leben
Agnes Ayres gab ihr Filmdebüt 1914/1915 bei den Essenay Studios in Chicago. Bereits 1919 wurde sie von William Fox für die Fox Studios engagiert und erhielt 1920 einen Vertrag bei den Paramount Pictures. Ihre größte Rolle erhielt sie 1921 in Der Scheich an der Seite von Rudolph Valentino. Sie wurde mit dieser Rolle über Nacht zum Star und spielte anschließend Hauptrollen in einigen Großproduktionen Hollywoods.
Sie heiratete 1921 Frank P. Schuker und ließ sich bereits nach einigen Monaten wieder scheiden. Ihre zweite Ehe mit dem spanischen Schriftsteller, Filmproduzenten und mexikanischen Diplomaten Manuel Reachi (1900–1955) wurde 1924 geschlossen und 1927 ebenfalls geschieden; aus dieser Ehe stammte eine Tochter.
1929 verlor sie ihr Vermögen nach dem Börsenkrach. Im Tonfilm konnte sie als Schauspielerin nicht mehr Fuß fassen und zog sich aus dem Filmgeschäft zurück. Sie starb 1940 an einer Hirnblutung und wurde auf dem Hollywood Forever Cemetery beigesetzt.
Am 8. Februar 1960 wurde ihr ein Stern auf dem Hollywood Walk of Fame verliehen, Höhe 6504 Hollywood Blvd.

## Filmografie (Auswahl)
- 1917: Richard the Brazen
- 1921: Der Scheich (The Sheik)
- 1921: Anatol, der Frauenretter (The Affairs of Anatol)
- 1923: The Heart Raider
- 1923: Die zehn Gebote (The Ten Commandments)
- 1924: Eine namenlose Geschichte (The Story Without A Name)
- 1925: The Awful Truth
- 1926: Der Sohn des Scheichs (Son of the Sheik)
- 1927: Eve’s Love Letters
- 1929: The Donovan Affair
- 1936: Kleinstadtmädel (Small Town Girl)